# 伊藤大悟
伊藤 大悟（いとう だいご、1995年2月10日 - ）は、東海テレビに所属するアナウンサー、元東日本放送アナウンサー。

## 略歴
愛知県小牧市出身。小中学校時はバスケットボール、高校時は競歩、早稲田大学時代は陸上部でマネージャーをしており4年時には箱根駅伝の運営をやっていた。陸上競技審判資格所持している。大学卒業後2018年4月に東日本放送入社。2022年1月に東日本放送を退社し、2022年3月東海テレビに移籍。

## 出演番組

### 現在の出演番組
（2022年8月現在）
東海テレビ
- FNN Live News days（ローカルパート）
- NEWS ONE（土曜）
- 中日新聞テレビ日曜夕刊
- スポーツ中継(プロ野球、競馬など)

### 競馬実況歴
- 東海ステークス（2025年）

### 過去の出演番組
東日本放送
- もえスポ